# Meister der Zypressen
Als Meister der Zypressen wird ein Buchmaler aus dem Spanien des frühen 15. Jahrhunderts bezeichnet. Der namentlich nicht bekannte Künstler illuminierte zwanzig erhaltene Chorbücher aus der Kathedrale von Sevilla. Er erhielt seinen Notnamen nach den typischen Darstellungen von Zypressenbäumen, die in zwei dieser zwischen ungefähr 1420 und 1440 gemalten Bücher (Buch 29 und 66) zu finden sind.

## Identifizierung
Der Name des Meisters der Zypressen könnte Pedro de Toledo oder Nicolás Gómez gewesen sein.

## Stil
Im Werk des Meisters der Zypressen können stilistische Einflüsse von Giotto sowie zeitgenössischer italienischer Malerei insgesamt gesehen werden, aber auch Stilelemente flämischer Maler sind erkennbar.

## Werk (Auswahl)
Neben den Chorbüchern in Sevilla wurden dem Werk des Meisters der Zypressen seit 1928 durch Stilvergleich immer wieder weitere Miniaturen und Initialen zugeordnet. Diese sind in verschiedenen Bibliotheken und Museen vor allem in den Vereinigten Staaten zu finden. Einzelne Blätter mit Illuminationen des auf Englisch Master of the Cypresses genannten Künstlers finden sich z. B. in der National Gallery of Art in Washington oder der ebenfalls in Washington befindlichen Library of Congress. Auch in der Firestone Library der Universität von Princeton oder der Bibliothek der Eastman School of Music der Universität von Rochester werden ähnliche lose Seiten aufbewahrt, deren Bilder vom Meister der Zypressen stammen sollen. Als gesamt erhaltenes Werk wird eine illustrierte Bibel in Madrid (Madrid, Escorial, MS. 1.13) dem Meister zugeschrieben. Von Zeit zu Zeit werden weitere Werke aus Privatbesitz bei Auktionen identifiziert und seinem Werkkatalog zugefügt.
Der Meister der Zypressen soll auch der Maler von Wandbildern im Kloster San Isidoro del Campo in Santiponce bei Sevilla sein, die stilistisch den Miniaturen des Meisters sehr nahestehen.